# Inverness Caledonian Thistle FC
Inverness Caledonian Thistle FC är en fotbollsklubb från Inverness i Skottland. Klubben bildades 1994. Säsongen 2003/2004 vann klubben Scottish First Division, och gick upp i Scottish Premier League (SPL).

## Meriter
- Scottish First Division (2): 2003/2004, 2009/2010
- Bells Challenge Cup: 2003/2004
- Scottish Third Division (1): 1996/1997
- Inverness Cup (7):1995/1996, 1997/1998, 1998/1999, 1999/2000, 2001/2002, 2004/2005
- North of Scotland Cup (2):1999/2000, 2007/2008
- Vinnare av North Caledonian League (2):1994/1995, 1997/1998
- Vinnare av Chic Allan Cup (2):1994/1995, 1998/1999
- Vinnare av Football Times Cup:1998/1999
- Vinnare av PCT Cup:1998/1999
- Vinnare av North Cup:1999/2000